# Новое время (газета)
«Новое время» — щоденна газета, виходила в Петербурзі з 1868 по жовтень 1917, з 1905 року займала антидемократичні позиції.
Відомо, що в газеті друкувалась, зокрема, Ганна Ганнібал.
З 1891 року видавався щотижневий ілюстрований додаток. Там, зокрема, друкувалися фото Наталії Семплікевич, що зображували картини з життя селян (Чернігівщина - с. Хоробичі). Так у 1914-1915 роках друкувалися її фото під загальною рубрикою "У селі під час війни" ("Чтение телеграмм, разсылаемых по селам Уездными Управами", "Сбор пожертвований на нужды войны", "Крестьянския девушки шьют в доме помещика белье для воинов", "Дед благословляет внука, призваннаго в ряды армии") та фото на пасхальні мотиви ("Возвращение с горящей свечой со Страстной", "«Святым огнем» выкапчивают крест над дверями избы", "Идут к заутрене и несут с собой «пасху», которою будут освещать по окончания богослужения") (№№ 13887, 13976, 14018, 14045 ...).